# Шапито

Цирк-шапито в Майами (штат Флорида, США)

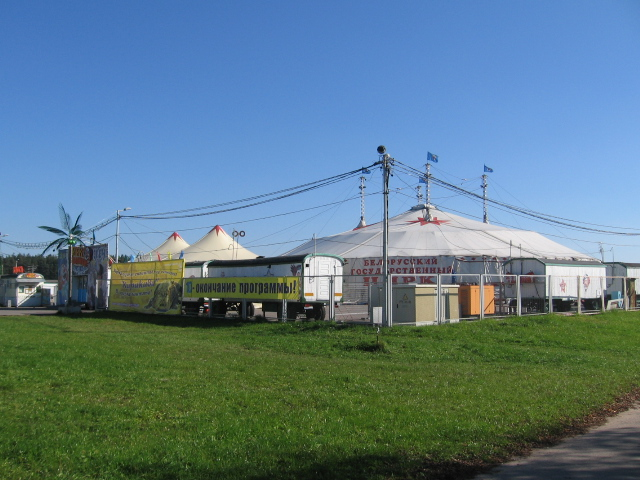
Цирк-шапито Белгосцирка

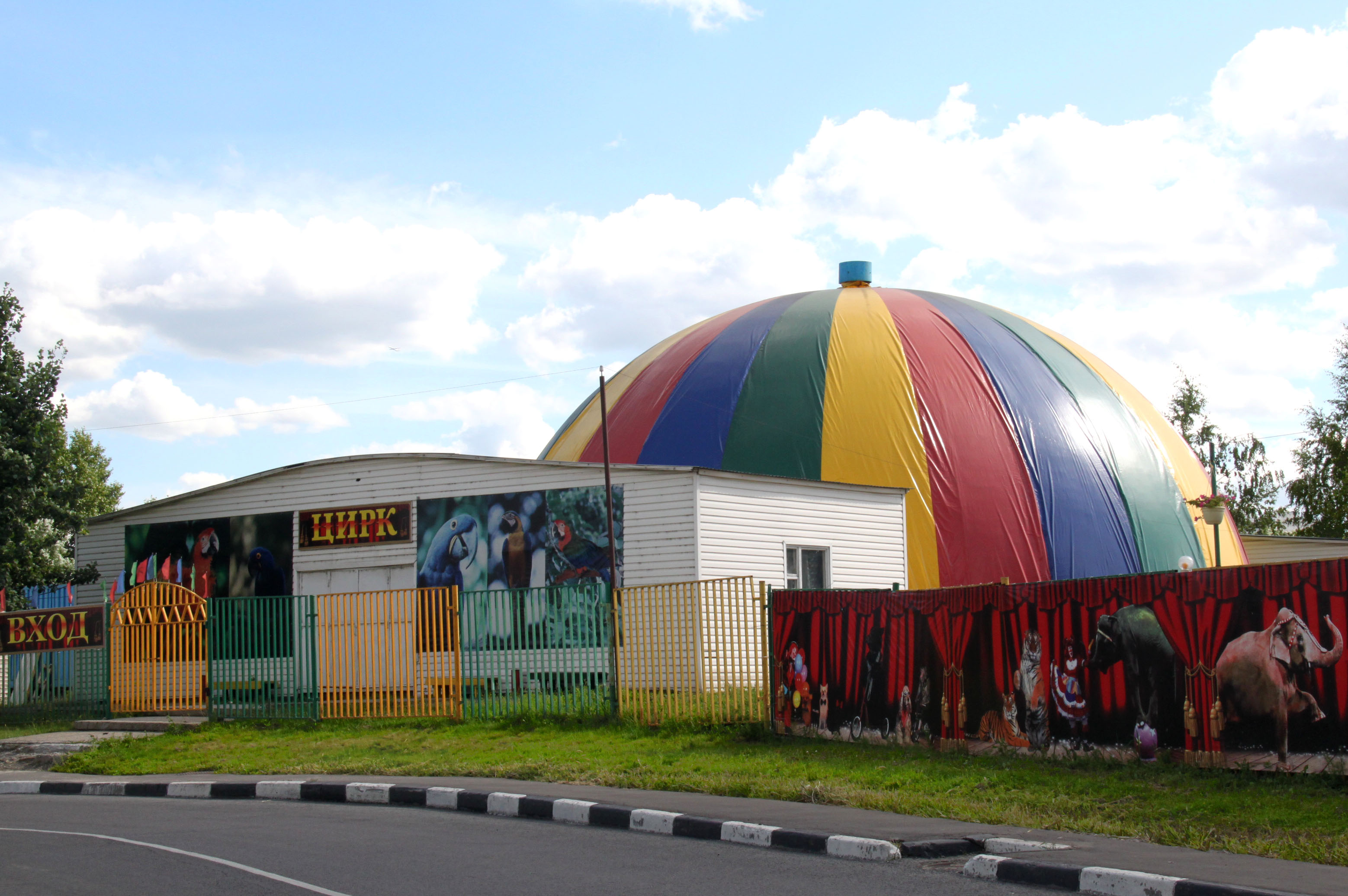
Цирк в Братееве

Шапито́ (фр. chapiteau — колпак, капитель) — разборная конструкция из мачт и натягиваемого на них полотна (парусины, брезента) шатра. Обычно красных и жёлтых цветов.
Предназначена для проведения цирковых, театральных и некоторых других зрелищных мероприятий главным образом в местах, где отсутствуют стационарные специализированные постройки.
Организацию и руководство работами по установке, эксплуатации и разборке конструкций шапито осуществляет шапитмейстер.
Для своих огромных размеров крыша палатки состоит из различных брезентов, которые перевозятся свёрнутыми или сложенными и собраны в штаб-квартире, где должен быть установлен шатёр. Сегодня крыша палатки выполнена почти полностью из поливинилхлорида, армированного тканью из того же материала. В начале XX века она всё ещё изготавливалась из чистой хлопчатобумажной ткани, которая вызывала образование водяных раковин на крыше палатки в случае длительного дождя.
Палатка удерживается с помощью столбов, которые изначально были деревянными, но теперь делаются из стали. Проводится различие между круглыми и решётчатыми столбами, которые сильно затрудняют зрительное восприятие. Наиболее распространены цирковые палатки с четырьмя кольями (четыре мастера). Когда-то цирки обычно путешествовали с палатками на 8-12 столбов.
Цирк-шапито получил широкое распространение в Средние века, а в настоящее время существует во многих странах наравне со стационарными цирками. Первыми артистами цирка-шапито в большинстве своём были кочевые цыгане; для своих выступлений они использовали дрессированных коней и золотые кольца.
Наиболее известный пример цирка-шапито — канадский Cirque du Soleil.

## Цирки-шапито в России
- Арена-ягуар
- Арлекин
- Великий русский цирк
- Шоу Демидовых
- Шоу Дерябкина
- Цирк династии Довгалюк
- Цирк Счастья (Евроцирк)
- Звёздный
- Золотой дракон
- Золотой цирк Сибири
- Империал
- Клоун
- Корона
- Крокус
- Кудзинов (цирк)
- Цирк Юрия Никулина
- Максимус
- Небо, цирк на воде
- Премьер
- Сириус
- Советский
- Торнадо
- Фараон
- Юность